# معركة كرري
معركة كررى معركة حربية بين قوات المهدية والقوات البريطانية الغازية تدعمها قوات مصرية وقعت في شمال امدرمان

## التفاصيل
وقعت المعركة في صبيحة 2 سبتمبر 1898م بين قوات المهدية السودانية والقوات البريطانية مع مساندة قوات مصرية في كرري شمال أم درمان عاصمة الدولة المهدية وكان قوام القوات المهدية 60 ألف جندي وتعداد الجيش الإنجليزي المصري حوالي 6 آلاف جندي مسلحين بالمدافع الرشاشة بالمدافع الأوتوماتكية الحديثة تدعمهم البواخر الحربية. بدأت المعركة في الساعة السادسة صباحا وشن الأنصار هجوما شاملا على القوات المحتلة ولم يستطيع أي جندي سوداني الوصول لمعسكر الغزاة وذلك لكثافة النيران. في تمام الساعة الثامنة صباحا أي بعد ساعتين من بداية المعركة أمر كتشنر بوقف إطلاق النار بعد سقوط أكثر من 18 ألف قتيل من الأنصار إضافة إلى أكثر من 30 الف جريح. وانتهت المعركة بانسحاب الأنصار إلى غرب السودان ودخول كتشنر أم درمان عاصمة الدولة المهدية.

## بعد المعركة
بعد المعركة سيطرت القوات البريطانية على مدينة أم درمان وانسحبت قوات الأنصار غربا إلى أم دبيكرات